# Tectaria rufescens
Tectaria rufescens är en ormbunkeart som beskrevs av Holtt. Tectaria rufescens ingår i släktet Tectaria och familjen Tectariaceae. Inga underarter finns listade.